# Historia postal de Venezuela

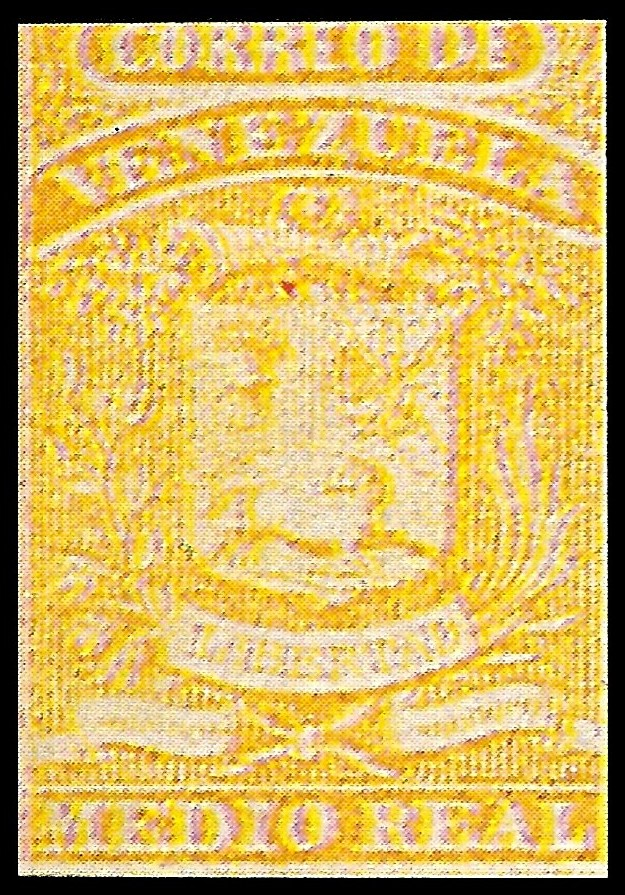
Primera estampilla venezolana emitida el 1 de enero de 1859 de valor facial de medio real

La emisión de estampillas e historia postal de Venezuela inicia en el siglo XIX el 1 de enero de 1859 la puesta en circulación de la primera serie de sellos postales de Venezuela, conocida como Escudo de Venezuela, la cual fue impresa en los Estados Unidos.
En la historia postal venezolana se han emitido aproximadamente unas 4040 estampillas desde 1859 hasta el presente. Para los efectos prácticos la historia postal venezolana se ha dividido en dos periodos, denominados primer centenario y segundo centenario. En este periodo se han emitido 81 hojas, u hojitas de recuerdo, 3 de ellas durante el primer centenario y 78 en el segundo centenario. Entre los temas más representativos de las emisiones filatélicas venezolanas destacan las que corresponden a imágenes de personajes bien sean nacionales o internacionales y donde destacan imágenes del busto del Libertador Simón Bolívar así como de su vida en general. Otros personajes con relevancia en las emisiones venezolana son el General Francisco de Miranda y el Mariscal Antonio José de Sucre. Entre otros temas comunes en la filatelia venezolan se pueden encontrar cartografía nacional, estampillas de Navidad, y temas de conservación ambiental, de fauna y flora.

## Reseña histórica

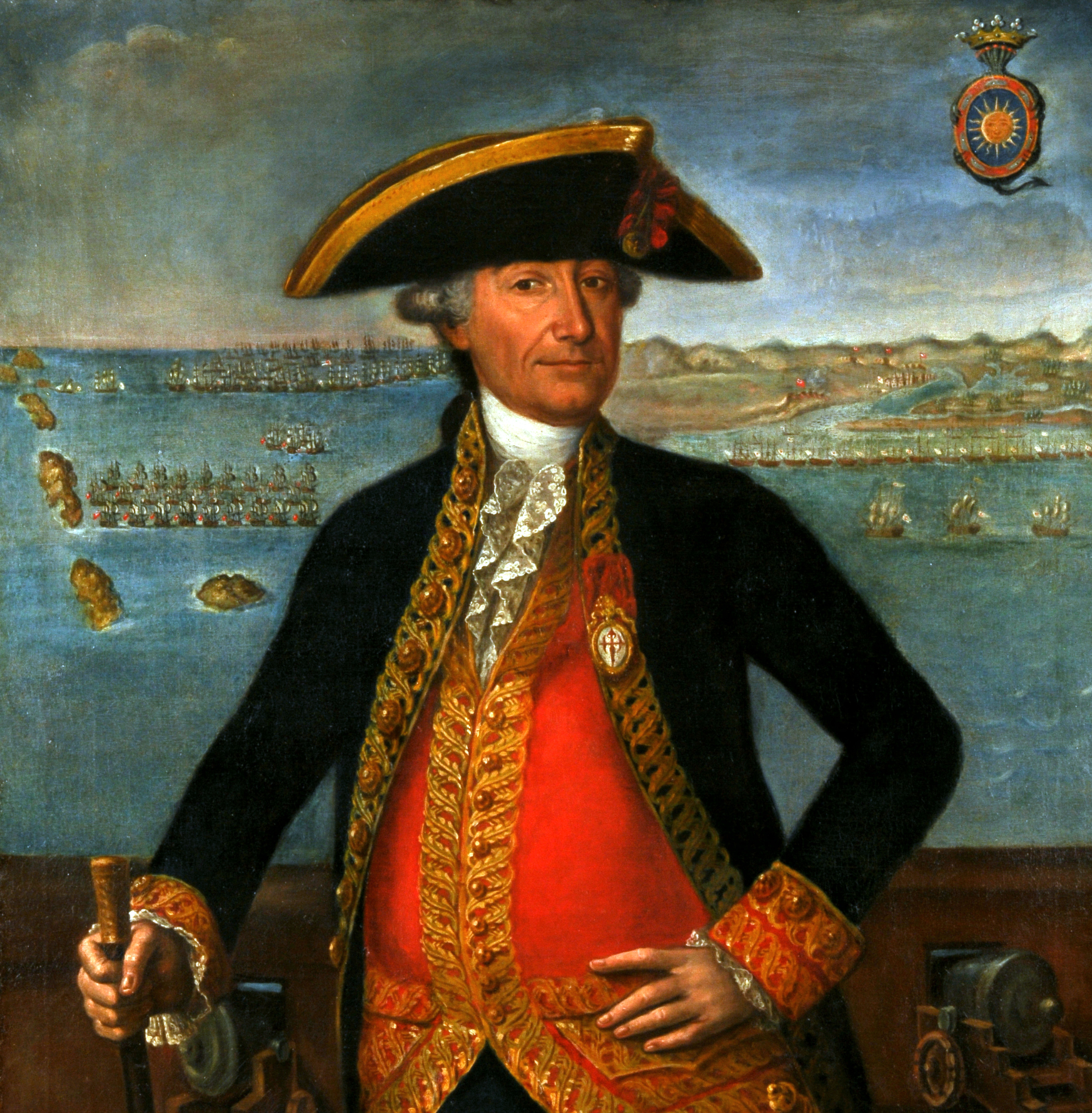
José de Solano y Bote gobernador de la provincia de Venezuela que organizó por primera vez hacia 1765 el correo de la provincia.

Para el momento en que Cristóbal Colón llega a Venezuela y en los inicios del proceso colonial no se conoció que los aborígenes indígenas, que habitaban el territorio, tuvieran un sistema de correo desarrollado. Así que en los primeros años el correo se realizaba mediante encargo a los capitanes de barcos o a viajeros a los que se les retribuía mediante pago para el transporte de la correspondencia y así se realizó durante los siglos XVI y XVII y hasta aproximadamente 1751, cuando las principales ciudades de la región occidental asociadas al Virreinato de la Nueva Granada presentaban un sistema de reparto de correspondencia
El primer intento de organización de un sistema colonial de correos para la región central y oriental del territorio venezolano se produjo hacia 1765, organizado por el gobernador José Solano y Bote, marqués del Socorro, quien actuando por mandato de rey Carlos III procede a la organización de dicho sistema de correos. Posteriormente en 1795 bajo la administración del capitán general Pedro Carbonell se dictarán las normas y reglas concretas que permitirán un mejor funcionamiento; durante este período conocido como prefilatélico, que se extenderá hasta la aparición de las primeras estampillas, la correspondencia será marcada por los encargados del sistema porta por una serie de marcas conocidas como marca pre-filatélicas.
La primera estampilla venezolana del 1 de enero de 1859 nace como el esfuerzo de más de 8 años de sugerencias de José Ignacio Paz Castillo al gobierno nacional de la necesidad de la creación de un sistema de estampillas y de reorganización de la ley de correos vigentes hasta la fecha en cuando se organizaba la primera emisión.

### Ipostel

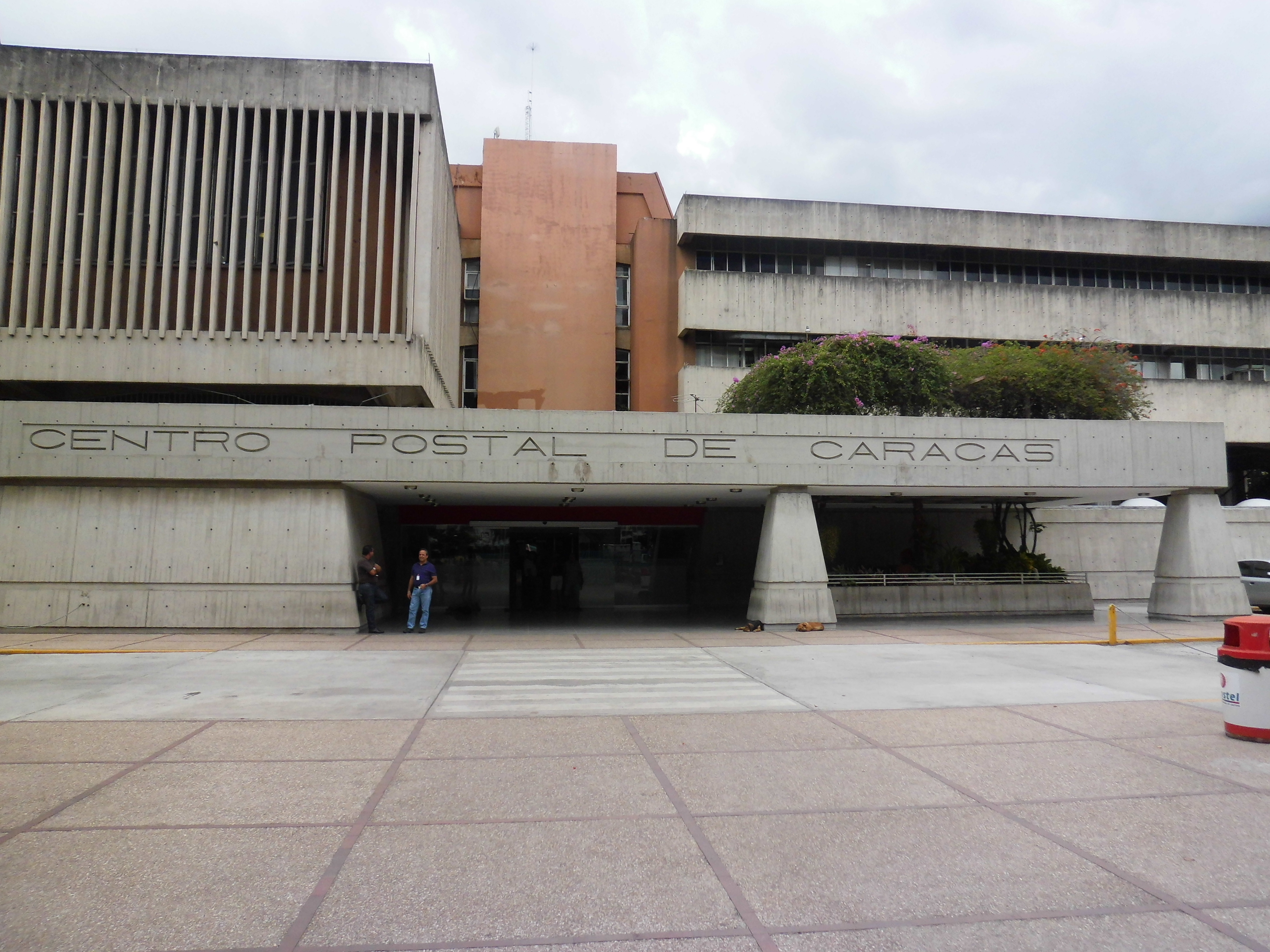
Centro Postal de Caracas sede principal de Ipostel.

La historia del correo republicano de Venezuela se puede dividir en dos periodos el primero de ellos inicia en 1830 al establecerse Venezuela como república independiente de la Gran Colombia  y se crea Dirección Nacional de Correos adscrita originalmente al Ministerio de Hacienda y posteriormente al Ministerio de comunicaciones dicha dirección se encargara del servicio de correo hasta el año de 1978 cuando se funda el Instituto Postal Telegráfico de Venezuela (Ipostel) el cual asumirá la responsabilidad de la antigua Dirección Nacional de Correos.
Ipostel es en la actualidad un instituto autónomo del estado venezolano que se encarga de los servicios postales y telegráficos y cuyas atribuciones están definidas por la Ley del Instituto Postal Telegráfico (Ipostel) y el mismo está adscrito al Ministerio del Poder Popular para las Telecomunicaciones y la Informática.

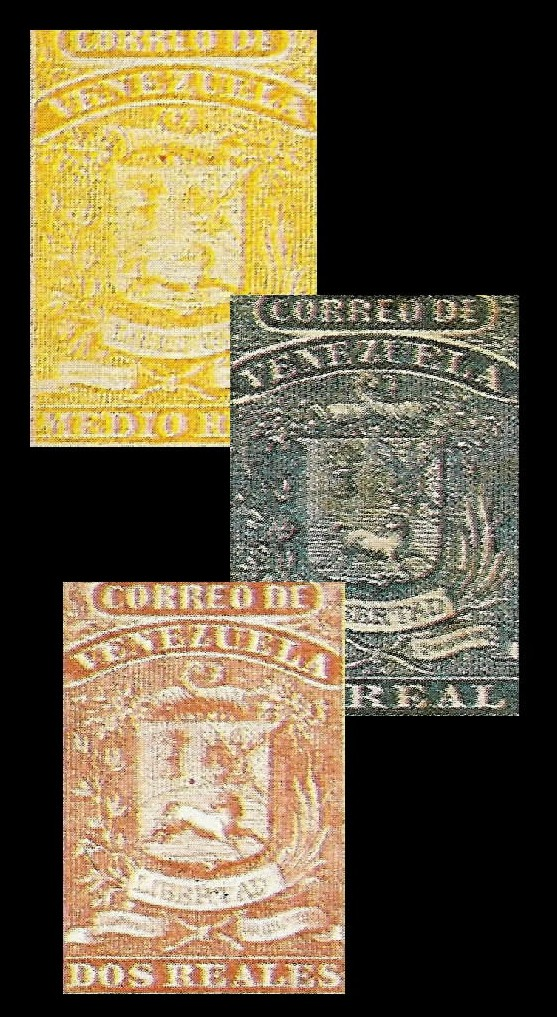
Escudo de Venezuela

## Escudo de Venezuela
Con el nombre de Escudo de Venezuela se conoció a la primera serie de sellos postales de Venezuela, emitida el 1 de enero de 1859, del proceso de creación de dicha estampilla se debe a José Ignacio Paz Castillo quien se desempeñaba como administrador general del correo de Venezuela, también contribuyeron al logro de esta primera estampilla los señores Jacinto Gutiérrez y Miguel Herrera quien era en 1859 Secretario de Hacienda.
En cuanto a las características físicas de esta primera serie de estampillas venezolanas se sabe que fue impresa en los Estados Unidos que su diseño principal estaba el escudo nacional en el centro del sello, la misma no constaba de líneas divisoria entre las estampillas, fue un impresión clara y se presentaban en un formato de 100 estampillas por hoja, esta primera serie consta de tres estampillas de colores amarillo valor facial 1/2 real, azul de valor facial 1 real, y roja de valor facial de 2 reales. Es esta estampilla se realizaron dos reimpresiones en los años 1859 y 1861, ambas impresas en Caracas.

## Primeras serie de estampillas con marca secreta

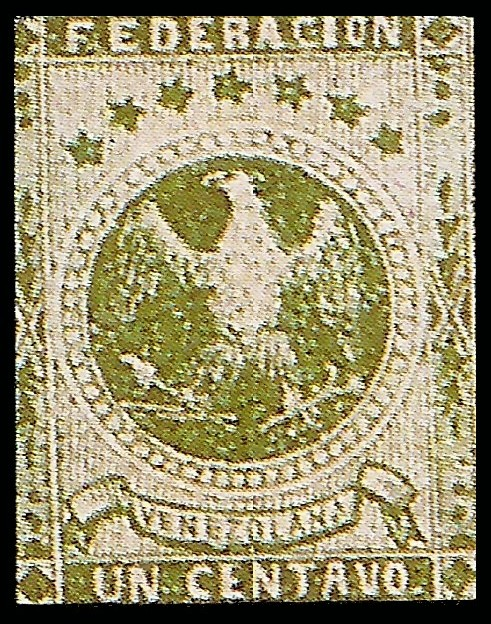
Águila de la Federación de 1879 Valor facial 1 centavo de Peso

Las primeras estampillas venezolanas con una marca secreta fueron las denominadas " Águilas de la Federación ", fue una serie de estampillas emitidas con el propósito de celebrar el control del gobierno por parte del bando federalista después de la Guerra Federal.
La fecha del primer día circulación de esta serie no se puede señalar con certeza pero debidos a estudios de cartas circuladas en las ciudades de Caracas y La Guaira se presume que debió ser el 1 de noviembre de 1863 lo que se conoce es que el 28 de agosto fue la fecha en que la Secretaría de Hacienda ofició a la Dirección de Correos para que encargara del diseño y tiraje de un millón estampillas la cual obtenida por la Imprenta del señor Francisco Hernández de la ciudad de Caracas.
Esta serie de 5 estampillas presentaban una serie de marca de seguridad. Dicha marca se localizada en unas de las perlas del anillo que rodean al águila del diseño central de la estampilla. Es importante hacerse notar que el número de perlas de dichos anillos varían en las estampilla de diferente valor nominal así como la posición de la marca. La marca secreta consiste en una rayita que divide una de las perlas vertical y dicha raya se localiza en la porción central izquierda de la perla.

## Efigie de Simón Bolívar 1880

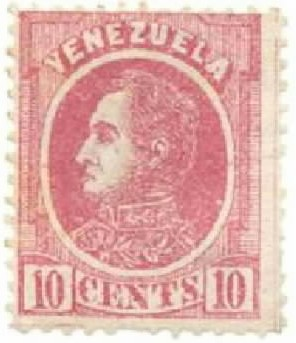
Efigie de Simón Bolívar de 1880 y de valor facial 10 céntimos de Bolívar

El Libertador Simón Bolívar es un personaje principal en la filatelia venezolana su efigie aparece por primera vez en la serie estampillas del año de 1880. Las estampillas se caracterizaron en ese momento por presentar dos novedades de diseño, la primera de ellas: ser las primeras estampillas postales venezolanas que presentaban un diseño diferente al del escudo de la república, presentando en este caso la efigie de Simón Bolívar. La segunda novedad fue la de ser las primeras estampillas venezolanas perforadas.
Dicha serie de la efigie de Simón Bolívar fueron impresas por Félix Rasco en Caracas sobre papel fino y papel grueso y presentado una perforación 11 y se presume que entraron en circulación en el mes de enero de 1880. La serie constó de 5 estampillas, la primera de ella con un valor facial de 5 céntimos de Bolívar de color azul, la segunda con valor facial 10 céntimos de Bolívar de color carmín, la tercera con valor facial 25 céntimos de Bolívar de color amarillo, la cuarta de valor facial de 50 céntimos de Bolívar y color castaño y la quita de valor facial de 1 Bolívar y de color verde.

## Escuelas

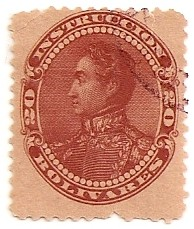
Estampilla fisco - postal (Escuela) del año 1893 de valor facial 20 Bs.

Con el nombre de Escuelas se conoce a un grupo de estampillas venezolanas de tipos fisco – postal. Inicialmente se diseñaron con el propósito de efectuar pagos de impuestos de servicios de instrucción pública derivados del decreto presidente Antonio Guzmán Blanco de educación primaria obligatoria y gratuita, y al poco de tiempo emisión por carencia en los inventarios de sellos postales fueron habilitadas para su uso en el servicio postal. Las escuelas se emitieron por un largo periodo de la historia filatélica venezolana, las primeras se emitieron en 1871 y la última en el año 1911 solo en esta última el motivo principal de diseño no fue la imagen del Libertador Simón Bolívar.
De las estampillas escuelas se reconocen 9 series las cuales presentan múltiples reimpresiones, así como resellos y sobrecargas, en líneas generales se caracteriza por presentar la efigie de Simón Bolívar y en la parte superior de la efigie formando un arco las palabras escuelas o instrucción. En la filatelia venezolana la escuela ha sido las estampillas más estudiadas y apreciadas por los filatelistas debido a su diversidad, es de hacerse notar que también ha sido la que mayor número falsificaciones poseen algunas muy malas y algunas excelentemente buenas.

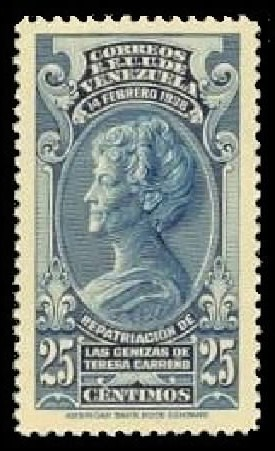
Estampilla Repatriación de las cenizas de Teresa Carreño, 1938

## Teresa Carreño primera mujer en una estampilla venezolana
La reconocida pianistas venezolana de talla internacional muere en Nueva York el 12 de junio de 1917 para el momento de su muerte era su deseo ser incinerada y que sus cenizas fueran traídas a Venezuela, esta última condición no fue posible sino hasta 1938. cuando sus cenizas llegaron al puerto de La Guaira en el Vapor Santa Paula Por tal acontecimiento el Correo de Venezuela decidió emitir una estampilla en honor a Teresa Carreño, pasando así a ser Teresa Carreño la primera personalidad de sexo femenino que aparecía su imagen una estampilla venezolana.
Esta estampilla en honor a Teresa Carreño círculo por primera vez el 12 de junio de 1938 fue impresa por la casa American Bank Note Company de Nueva York la estampilla presentó la efigie de Teresa Carreño un valor facial de 25 céntimos de Bolívar, presentaba color azul y perforación 12.
Es de hacer resaltar que esta destacada pianista venezolana ha sido honrada en dos oportunidades con su efigie en estampillas venezolanas la segunda oportunidad fue 1998 en la serie América de la Unión Postal de América, España y Portugal (UPAEP).

## Estampillas conmemorativas a la primera estampilla

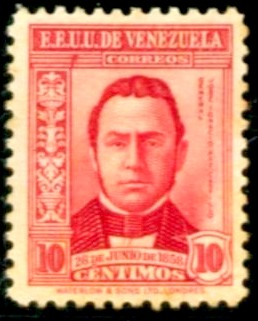
Estampilla de 80 aniversario de la impresión de la primera estampilla postal venezolana. 1939 en la imagen José Ignacio Paz Castillo

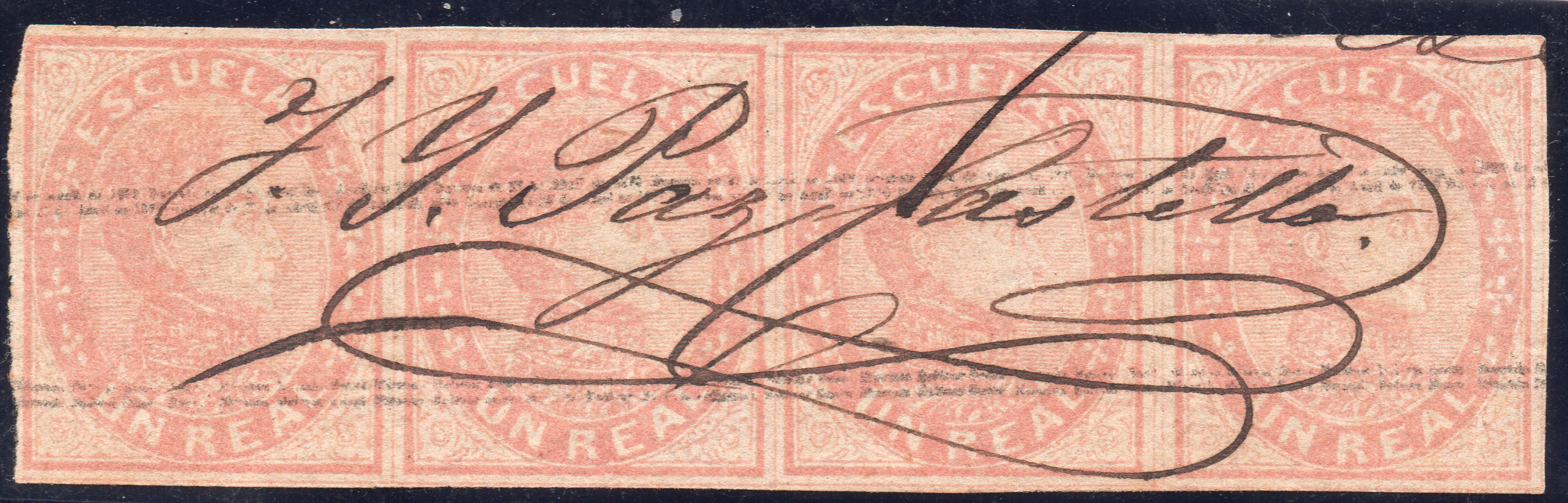
Firma Autógrafa de José I. Paz Castillo

En honor a la emisión de la primera estampilla se han emitido dos estampilla, la primera de ellas una estampilla para conmemorar el ochenta aniversario en el año 1939 y una segunda para celebrar los 100 años de emisión del primer sello venezolano en 1959. En ambos casos el personaje principal de ambas estampillas fue José Ignacio Paz Castillo a quien se le considera el padre de la filatelia venezolana. Debido al esfuerzo y constantes sugerencias de parte de Paz Castillo al gobierno de Venezuela ya que se desempeñaba como administrador general de correos logra que el 28 de junio de 1858 se emita un decreto –ley por el cual se ordena la emisión de la primera serie de sellos postales de Venezuela.
De la estampilla del 80 aniversario del año 1939 se tiene que fue una estampilla de color rojo y de valor facial 10 céntimos de Bolívar impresa por Waterlow & Sons de Londres y perforación 12 y presentando una tirada de 250000 estampillas.
De la estampilla del centenario en 1959 se tiene que fue una serie de seis piezas 3 destinadas al correo y otras 3 al correo aéreo. Dicha serie fue impresa por la Bundesdruckerei en Berlín con perforación 13 ½ x 14. La estampillas destinadas al correo presentaron los valores faciales de 25 céntimos de Bolívar presentando la imagen de José I. Paz Castillo; de color amarillo; 50 céntimos de Bolívar de color azul marino presenta la imagen de Jacinto Gutiérrez; 1 Bolívar de color rojo con la imagen de Miguel Herrera. Las destinadas al correo aéreo 25 céntimos de Bolívar de color ocre; 50 céntimos de Bolívar de color azul marino; 1 Bolívar de color rojo al igual que las destinadas para correo presentan los mismos personalidades. De todas las seis estampillas se imprimieron 2.500.000 estampillas en total 15 millones de estampillas.

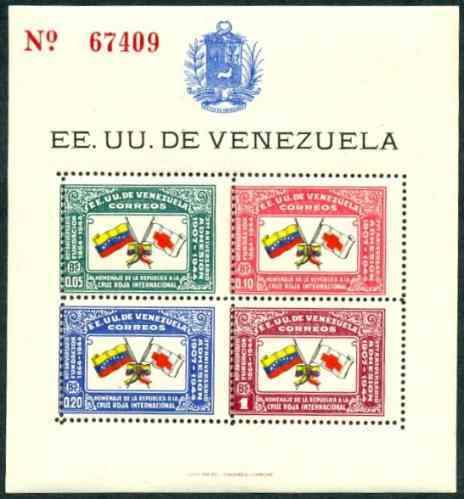
Primera hoja de recuerdo venezolana emitida en 1944 con motivo 80 Aniversario de la Cruz Roja Internacional

## Hojitas de recuerdo
En la historia postal venezolana se han emitido más 80 hojas de recuerdo, la primera de ella emitida en 1944 con motivo de celebrarse 80 Aniversario de la Cruz Roja Internacional y del 37 de la adhesión de Venezuela a la organización.
Los temas expuestos en ella son diversos sin embargo destacan cientos temas o series como son: serie Bicentenario Nacimiento del Libertador Simón Bolívar, serie Orquídeas de Venezuela, serie Nuestros aborígenes. Dichas 50 hojitas de recuerdo han sido impresas por Litografía El Comercio de Caracas; American Bank Note Company de Nueva York; Bundesdruckeri de Berlín; Brüder Rosenbraum de Viena; Soumen Pankin Setelipaino de Helsinki; Gráficas Armitano de Caracas; Impresa por la Dirección de Artes Gráficas del Ministerio de la Defensa de Caracas y Versilia Impresores, S.A. de Caracas.

## Estampillas de correos locales

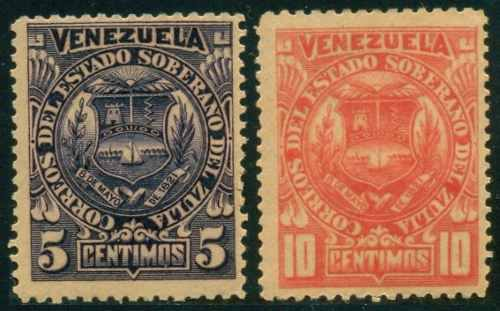
Estampillas locales del Estado soberano del Zulia del año 1891

En Venezuela se han emitido estampillas de carácter local, en determinados estados, ciudades o áreas puntuales; dichas estampillas fueron impresas con el propósito en ocasiones de suplir la escasez de estampillas oficiales, así como en ocasiones con una sobre tasa de pago obligatorio en el área de circulación legal para obtener y la recaudación de fondos para obras de beneficio social, deportivas o índoles similares.  Entre las estampillas de correo local en Venezuela destacan: La Estrella del Centenario emitida en el estado Mérida en la fecha 23 de septiembre de 1882 y destinada a la recaudación de fondos par obras sociales del estado. Las estampillas  del estado soberano del Zulia, las cuales fueron mandadas a imprimir por el general Rafael Parra el 24 de febrero de 1915 en el  Hormer Lee Bank Note Company de Nueva York y que jamás circularon porque el gobierno nacional lo impidió.  Entre otras que destaca se encuentran. Estampilla de Bejuna de 1854; las de San Tomás - La Guaira – Puerto Cabello emitidas desde 1864 hasta 1869; Coro a La Vela, de 1967 y 1870 al 89; Caracas – Petare de 1876;  Estado de Guayana de 1892 a 1903 de las cuales existen muchas falsificaciones; Carúpano de 1902 y 1903;  estampilla provisionales del Estado Maturín de 1903; Hamburg – American Packet, Co de 1875  y Royal Mail Steam Packet Co. de 1875 al 79.

## Emisiones conjuntas
Venezuela recientemente ha realizado emisiones conjuntas de estampillas con la República Islámica de Irán, con la República Francesa  y con la República del Ecuador.
La primera de estas ediciones se produjo con la República Islámica de Irán en el año 2004, dicha serie consta de dos estampillas en una de ellas se observa una imagen policromada de Pico Bolívar de Venezuela y en la segunda estampilla el Pico Damavand de Irán, la emisión de dichas estampillas se realizó en fecha 15 de noviembre de 2004 aunque en Venezuela las estampillas no circularon sino hasta la fecha 20 de septiembre de 2006 debido a que debieron ser reselladas para corregir un error de diseño en la estampillas que corresponde al Pico Damavand.  Dichas estampillas presentaron un valor facial de 1700 bolívares, fueron impresas bajo proceso offset en papel estucado con resina antihigroscópica, presenta perforación filatélica 12.
La segunda de estas ediciones se produce en conjunto con la  República Francesa, esta emisión consta de una sola estampilla monocromada en variedades de tonos de color ocres, en la que se observan dos bustos del prócer venezolano Francisco de Miranda así como un alegoría del mapa de Venezuela y del arco del triunfo de París. Dicha fue emitida el 16 de octubre de 2009  presentando un valor facial de 1, 50 bolívares, en un hoja de ocho estampillas, sobre papel estucado, engomado y tropicalizado, presentando perforación filatelica 12 y un proceso de impresión Offset realizado en los talleres de Versilia Impresores, C.A. Caracas.
La tercera de esta emisiones conjuntas se realiza con la participación de la  República del Ecuador y fue titulada Manuela La Libertadora, dicha emisión consta también de una sola estampilla policromada, en la cual se aprecia un retrato del Manuela Sáenz realizado por el artista plástico Salomé Lalama. La emisión de dicha estampilla ocurrió 24 de mayo de 2010, dicha emisión fue realizada en sobre un ahoja con 10 estampilla sobre papel estucado, engomado y tropicalizado, presentando perforación filatélica 12, y un proceso de impresión Offset realizado en los talleres de Versilia Impresores, C.A. Caracas.